# Capitalism (videojuego)
Capitalism (en chino tradicional, 資本主義; en chino simplificado, 资本主义; pinyin, Zī Běn Zhǔ Yì) es un videojuego de simulación económica para computadora, publicado primeramente en 1995 por Interactive Magic, desarrollado por Enlight para los sistemas operativos Mac OS y MS-DOS y diseñado por Trevor Chan.
El objetivo de Capitalism es crear el negocio más rentable del mundo mientras se compite en varios mercados diferentes contra un número de corporaciones diferentes. El jugador debe dirigir una empresa como el director ejecutivo mientras tiene cuidado de evitar que vaya a la bancarrota o ser comprado por un competidor.
Una versión más avanzada fue desarrollada y lanzada como Capitalism Plus el primero de enero de 1996, incluyendo mapas del mundo, más productos y mejoradas capacidades de gestión, y fue publicada por Brøderbund. Una secuela fue lanzada en 2001 titulada Capitalism II.

## Modo de juego
Capitalism es un juego de simulación que puede ser jugado de dos diferentes formas. El jugador puede iniciar su propio negocio o jugar un escenario con un negocio preestablecido con una meta final. Al iniciar un juego nuevo, el jugador comienza con un máximo de $200 000 000 de capital inicial. Cada tienda puede ser surtida con hasta cuatro diferentes objetos. Como un modelo del mundo real es necesario tomar en cuenta el costo del terreno, gastos generales, demanda de los productos, y la competencia. El jugador puede construir varios tipos de empresas incluyendo tiendas departamentales, fábricas, centros de investigación y desarrollo, granjas, minas, pozos petrolíferos y también campos madereros.
El más común modelo de negocio para seguir en Capitalism es detal (minorista) teniendo una cadena de tiendas departamentales. Sin embargo, el jugador puede aventurarse en cualquier segmento del mercado que quieran incluyendo la industria manufacturera, que incluye otro conjunto de consideraciones tales como proveedores y escasez de materia prima. La manufactura comienza con construir una fábrica y planear el diseño de la operación interna de la estructura. Comprar, manufacturar, vender y hacer publicidad pueden todas ser usadas en las fábricas. La estrategia más rentable es en última instancia construir una empresa integrada verticalmente por el jugador de la siguiente manera:
1. Operando las granjas y minas que fabrican las materias primas.
2. Dichas materias primas son entonces compradas por las fábricas del jugador, que a su vez producen bienes de marca.
3. Dichos bienes serán vendidos en las tiendas departamentales del jugador.

El jugador puede elegir también realizar operaciones de investigación y desarrollo (IyD) ya sea como único negocio o junto con otras operaciones tales como teindas departamentales y fábricas. La IyD al final mejora la calidad de los productos por medio de incrementar la tecnología de ganancia. La IyD para cualquier producto puede durar desde 6 meses a 10 años dentro del juego, con la tecnología de ganancia siendo mayor cuando la duración de la IyD se incrementa. Nuevos productos pueden también ser producidos utilizando IyD.
De manera interesante, el trabajo de granja es el modelo de negocio más financieramente gratificante en Capitalism, usualmente creando millones de dólares de ganancias anuales. En una granja, el jugador siembra productos agrícolas y cría ganado; una granja puede producir carne y otros productos tales como trigo y cebada. Estos pueden ser entonces vendidos dentro del negocio a las tiendas departamentales o exteriormente a los competidores.

## Escenarios
Capitalism incluye diecisiete escenarios con situaciones y negocios prefabricados con una cierta meta. Los escenarios son generalmente más difíciles para tener éxito y a veces la competencia tiene la ventaja inicial. Cada escenario tiene una meta diferente así como diferentes entornos y situación de los competidores. Por ejemplo, el escenario Alternative Challenge (reto alternativo) restringe el mercado a dos ciudades mientras que en "D" for Diversification ("D" por Diversificación) el jugador debe manejar una rentable corporación de base amplia y manejar un gran número de empresas al mismo tiempo. 
Algunos de los escenarios requieren que el jugador domine un mercado particular en términos de cuota de mercado. Por ejemplo, Food Dominance (dominio de la comida) impone como meta dominar la industria alimentaria dentro de 50 años mientras se obtiene una ganancia anual de operaciones no menor que $20 millones. En Fortress of the Beverage King (fortaleza del Rey de la Bebida) el jugador debe destronar al Rey de la Bebida 'James Zandman' como el dominador de la industria de la bebida, dentro de 50 años.
La mayoría de los escenarios tienen deshabilitada la opción de mercado de valores en un intento de hacer que el jugador se enfoque en completar las metas del escenario. El capital inicial dado en cada escenario depende de la dificultad del conjunto de metas. Cada vez que un jugador completa exitosamente un escenario dentro del tiempo límite fijado y con todas las metas alcanzadas, recibirá un bono de puntos y será añadido a la lista del "Salón de la Fama".

## Otras características
Capitalism incluye muchas diferentes características diseñadas para reducir el esfuerzo y ahorrar tiempo en el modo de juego básico. Desde el menú principal, los jugadores pueden usar "Inicio Rápido" para elegir de ocho juegos instructivos para aprender sobre venta al detal (minorista), análisis de mercado, granjería, manufactura, poner marcas y hacer publicidad, investigación y desarrollo, producción de materias primas y el mercado de valores. Estas lecciones están incluidas en el juego para introducir al nuevo jugador a los conceptos y el modo de juego básico.
Otra característica de Capitalism es el la biblioteca de planes de diseño (layout), que puede almacenar planes de diseño para todo tipo de edificios disponibles en el juego. Esto permite al jugador guardar los planes de diseño previamente usados en una biblioteca y después aplicarlos a edificios para ahorrar tiempo en vez de crear nuevos planes de diseño. Los planes de diseño pueden ser reemplazados, añadidos, borrados o clasificados.

## Capitalism Plus
Una versión más avanzada del original Capitalism fue desarrollada y lanzada como Capitalism Plus el primero de enero de 1996 y publicada por Brøderbund para Windows 95 únicamente. Añadió mapas del mundo, más productos y mejoradas capacidades de gestión al juego en adición a mejorados gráficos SVGA, más mercados a dominar y eventos aleatorios incluyendo disturbios, enfermedades y avances tecnológicos. Con Capitalism Plus fue añadido también un programa editor de mapas y escenarios, permitiendo a los jugadores configurar productos, industrias, metas y otros objetos. Capitalism Plus es compatible con Windows XP y Windows Vista.

## Respuesta
Poco tiempo después del lanzamiento de Capitalism en 1995, la revista PC Gamer se refirió a él como "...el simulador de negocios más realista y detallado en el mercado actual, y uno de los mejores juegos de economía de todos los tiempos".[cita requerida] Capitalism también hizo apariciones en Discovery Channel y CNBC-TV Cable.
En 1996, la Universidad de Harvard y la Universidad de Stanford comenzaron a utilizar Capitalism para propósitos educativos. El profesor Tom Kosnik dijo que "Capitalism es una experiencia educativa de clase mundial que he usado en la Escuela de Ingeniería de Stanford y la Escuela de Negocios de Harvard. Los jugadores no solo aprenden las sutilezas de hacer crecer un negocio empresarial sino que también aprenden sobre liderazgo y trabajo de equipo necesario en cualquier situación de negocios".
El 21 de octubre de 1996, la revista BusinessWeek revisó Capitalism, diciendo:.

Capitalism no es solo para aquellos que aspiran a ser el siguiente Michael Dell o Sam Walton. Puede ser un divertido y útil ejercicio para quien quiera probar su temple empresarial sin, por una vez, tomar ningún riesgo. Los jugadores pueden elegir competir contra rivales controlados por computadora en cuatro diferentes industrias: granjas, manufactura, obtención de materias primas, y venta minorista. Para un verdadero juego aventurero y consumidor de tiempo, los jugadores pueden mezclar y combinar industrias como capitanes de gigantes conglomerados. Como en el mundo real, los jugadores compiten localmente, en una ciudad, o pelean en la escena global. Con tantas posibilidades, Capitalism es un intenso juego de estrategia, tanto como el ajedrez, donde los jugadores deben constantemente pensar a futuro. Como tal, podría fácilmente abrumar a los novatos. Pero ajustando varios factores - competencia y estilo gerencial de los rivales controlados por computadora, por ejemplo, que pueden variar desde muy agresivos a conservadores — el modo de juego puede ser adecuado a varios estilos y velocidades. El juego incluso permite a un jugador contratar presidentes para manejar las operaciones del día a día de diferentes divisiones, así que el jugador puede concentrarse en el panorama general.

En el año 2000, la revista Computer Gaming World nombró Capitalism entre los quince juegos más difíciles de todos los tiempos, diciendo: "[Capitalism es] tan complicado que debería venir con una MBA gratis en cada caja". La revista también ha alabado el juego como altamente disfrutable y adictivo.